# Bente
Bente er et pigenavn, der er en dansk og norsk form af Benedikte, som betyder "den velsignede". På dansk anvendes endvidere formerne Benthe, Bende, Benta og Bentha. Navnet var tidligere meget populært, og flere end 28.000 danskere bærer navnet i en af de nævnte former ifølge Danmarks Statistik.
Bent er en mandlig parallelform til Bente.

## Kendte personer med navnet
- Bente Clod, dansk forfatter.
- Bente Dahl, dansk folketingsmedlem.
- Bende Harris, dansk skuespiller.
- Bente Juncker, dansk tidligere folketingsmedlem og minister.
- Bente Scavenius, dansk kunsthistoriker og forfatter.
- Bente Skari, norsk langrendsløber.
- Bente Sorgenfrey, dansk fagforeningsleder.